# 延德蓋亞灣國家公園
54°50′56″S 68°49′24″W / 54.8490°S 68.8233°W

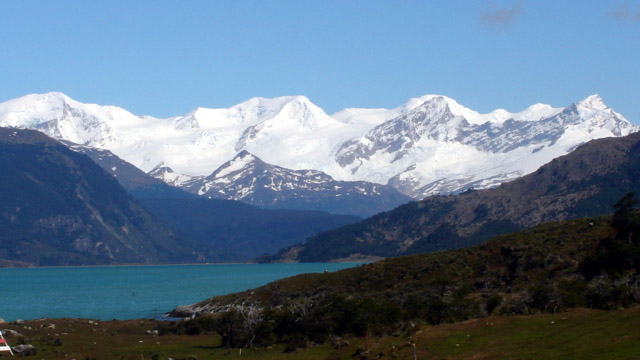

延德蓋亞灣國家公園是智利的國家公園，位於該國南部麥哲倫-智利南極大區，始建於2013年12月24日，面積1,506平方公里，每年降雨量超過600毫米。